# Dom kobiet (film)
Dom kobiet (niem. Haus der Frauen) – niemiecki dramat z roku 1977 w reżyserii Krzysztofa Zanussiego.

## Fabuła
Film opowiada o grupie kobiet mieszkających w jednym domu, którym czas upływa na rozmowach o życiu, miłości i minionych zdarzeniach.

## Obsada
- Lina Carstens jako Celina
- Brigitte Horney jako Julia
- Eva Maria Meineke jako Tekla
- Cordula Trantov jako Joanna
- Edith Schultze-Westrum jako Zofia
- Karin Baal jako Roza
- Brigitta Furgler jako Ewa